# Huhtajärvi (Tärendö socken, Norrbotten)
Huhtajärvi är en sjö i Pajala kommun i Norrbotten och ingår i Kalixälvens huvudavrinningsområde. Sjön har en area på 0,0504 kvadratkilometer och ligger 224,1 meter över havet.

## Delavrinningsområde
Huhtajärvi ingår i det delavrinningsområde (749215-178036) som SMHI kallar för Ovan VDRID = Vuostojoki i Tärendöälvens vattendra*. Medelhöjden är 223 meter över havet och ytan är 27,81 kvadratkilometer. Räknas de 7 avrinningsområdena uppströms in blir den ackumulerade arean 168,19 kvadratkilometer. Tärendöälven som avvattnar avrinningsområdet har biflödesordning 2, vilket innebär att vattnet flödar genom totalt 2 vattendrag innan det når havet efter 223 kilometer. Avrinningsområdet består mestadels av skog (72 procent) och sankmarker (17 procent). Avrinningsområdet har 1,29 kvadratkilometer vattenytor vilket ger det en sjöprocent på 4,6 procent.